# Les Bottereaux
Les Bottereaux sont une commune française située dans le département de l'Eure, en région Normandie.

## Géographie

### Localisation
Les Bottereaux sont un village normand du pays d'Ouche situé à vol d'oiseau à 12 km au nord de L'Aigle, 25 km au nord de Bernay (Eure) et 22 km au sud-ouest de Conches-en-Ouche et 39 km d'Évreux.
La commune se  trouve dans la zone d'emploi et dans le bassin de vie de L'Aigle.

### Communes limitrophes
Les communes limitrophes sont  Ambenay, Bois-Normand-près-Lyre, Chambord, Juignettes, Neaufles-Auvergny et Saint-Antonin-de-Sommaire.
|            | Bois-Normand-près-Lyre    |                   |
| Chambord   | Bottereaux                | Neaufles-Auvergny |
| Juignettes | Saint-Antonin-de-Sommaire | Ambenay           |

### Géologie et relief
La superficie de la commune est de 22,13 km2 ; son altitude varie de 171  à   229 mètres.

### Hydrographie
La commune est située dans le bassin Seine-Normandie. Elle est drainée par le Sommaire, le Val Logé, le fossé 01 de la commune de Saint-Antonin-de-Somaire, le fossé 01 de la commune de Bois-Normand-Pres-Lyre et le Juigne,,.
Le Sommaire, d'une longueur de 19 km, prend sa source dans la commune de Saint-Symphorien-des-Bruyères et se jette  dans la Risle à Neaufles-Auvergny, après avoir traversé sept communes.

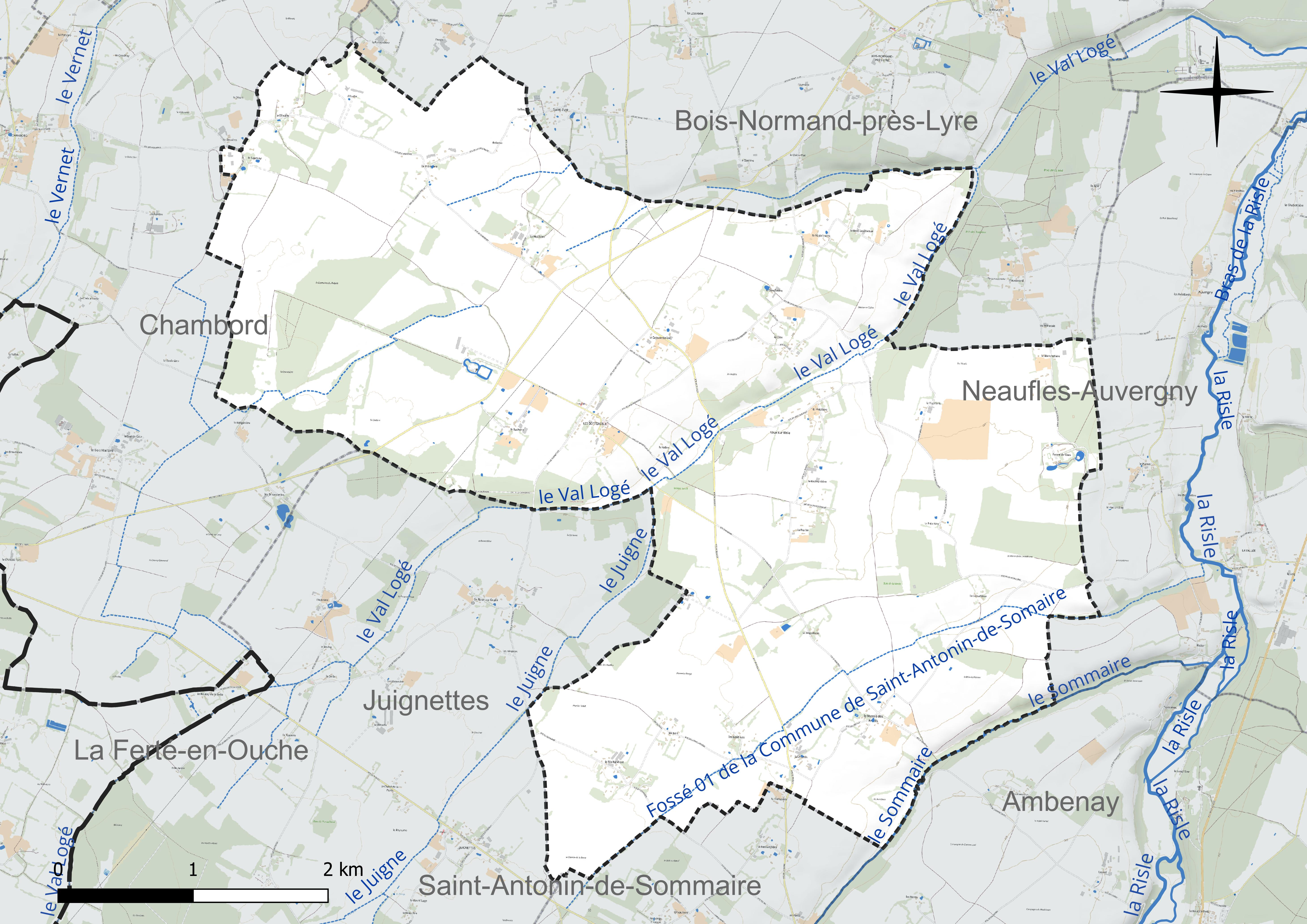
Réseau hydrographique des Bottereaux.

Le Val Loge, d'une longueur de 14 km, prend sa source dans la commune de Saint-Nicolas-de-Sommaire et se jette  dans la Risle à La Neuve-Lyre, après avoir traversé huit communes.

### Climat
Le climat qui caractérise la commune est qualifié, en 2010, de « climat océanique dégradé des plaines du Centre et du Nord », selon la typologie des climats de la France qui compte alors huit grands types de climats en métropole. En 2020, la commune ressort du type « climat océanique altéré » dans la classification établie par Météo-France, qui ne compte désormais, en première approche, que cinq grands types de climats en métropole. Il s’agit d’une zone de transition entre le climat océanique, le climat de montagne et le climat semi-continental. Les écarts de température entre hiver et été augmentent avec l'éloignement de la mer. La pluviométrie est plus faible qu'en bord de mer, sauf aux abords des reliefs.
Les paramètres climatiques qui ont permis d’établir la typologie de 2010 comportent six variables pour les températures et huit pour les précipitations, dont les valeurs correspondent à la normale 1971-2000. Les sept principales variables caractérisant la commune sont présentées dans l'encadré ci-après.
| Paramètres climatiques communaux sur la période 1971-2000 - Moyenne annuelle de température : 9,9 °C - Nombre de jours avec une température inférieure à −5 °C : 3,6 j - Nombre de jours avec une température supérieure à 30 °C : 2,4 j - Amplitude thermique annuelle : 13,9 °C - Cumuls annuels de précipitation : 755 mm - Nombre de jours de précipitation en janvier : 12,2 j - Nombre de jours de précipitation en juillet : 8,4 j |

Avec le changement climatique, ces variables ont évolué. Une étude réalisée en 2014 par la Direction générale de l'Énergie et du Climat complétée par des études régionales prévoit en effet que la  température moyenne devrait croître et la pluviométrie moyenne baisser, avec toutefois de fortes variations régionales. La station météorologique de Météo-France installée sur la commune et mise en service en 1978 permet de connaître l'évolution des indicateurs météorologiques. Le tableau détaillé pour la période 1981-2010 est présenté ci-après.
| Mois                                  | jan.           | fév.           | mars          | avril         | mai           | juin            | jui.           | août           | sep.          | oct.            | nov.            | déc.             | année    |
| ------------------------------------- | -------------- | -------------- | ------------- | ------------- | ------------- | --------------- | -------------- | -------------- | ------------- | --------------- | --------------- | ---------------- | -------- |
| Température minimale moyenne (°C)     | 0,5            | 0,1            | 2             | 3,1           | 6,6           | 9,4             | 11,4           | 11,1           | 8,6           | 6,4             | 3,1             | 1                | 5,3      |
| Température moyenne (°C)              | 3,5            | 3,8            | 6,7           | 8,9           | 12,6          | 15,7            | 18             | 17,8           | 14,7          | 11              | 6,6             | 3,9              | 10,3     |
| Température maximale moyenne (°C)     | 6,6            | 7,6            | 11,5          | 14,7          | 18,6          | 22              | 24,6           | 24,6           | 20,8          | 15,5            | 10,1            | 6,9              | 15,3     |
| Record de froid (°C) date du record   | −18 18.01.1985 | −17,5 11.02.12 | −12 01.03.05  | −5,5 08.04.03 | −3 04.05.16   | −2,2 05.06.1991 | 3,5 04.07.1984 | 2,4 25.08.1980 | −0,5 25.09.03 | −6,5 30.10.1997 | −9,7 26.11.1989 | −12,4 29.12.1996 | −18 1985 |
| Record de chaleur (°C) date du record | 15,4 27.01.03  | 19 27.02.19    | 23,5 30.03.17 | 29 20.04.18   | 31,3 25.05.10 | 37,5 29.06.19   | 42 25.07.19    | 41,2 06.08.03  | 34 13.09.16   | 29 01.10.11     | 21 01.11.14     | 17 06.12.1979    | 42 2019  |
| Précipitations (mm)                   | 68,4           | 54,3           | 58,4          | 51,8          | 63,3          | 55,9            | 60,2           | 45,5           | 56,8          | 72,8            | 66              | 77,9             | 731,3    |

## Urbanisme

### Typologie
Au 1er janvier 2024, Les Bottereaux sont catégorisés commune rurale à habitat très dispersé, selon la nouvelle grille communale de densité à 7 niveaux définie par l'Insee en 2022.
Elle est située hors unité urbaine et hors attraction des villes,.

### Occupation des sols

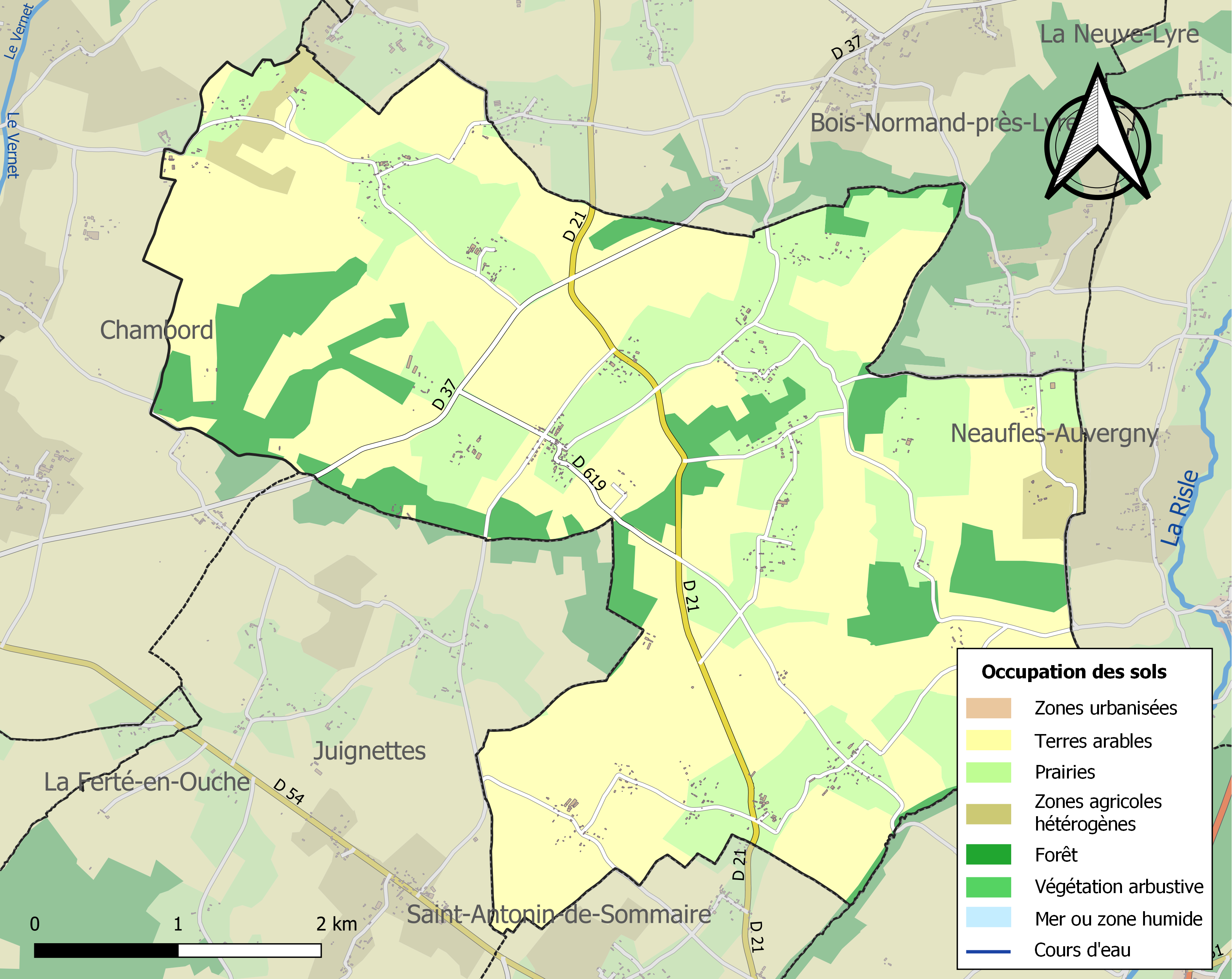
Carte des infrastructures et de l'occupation des sols de la commune en 2018 (CLC).

L'occupation des sols de la commune, telle qu'elle ressort de la base de données européenne d’occupation biophysique des sols Corine Land Cover (CLC), est marquée par l'importance des territoires agricoles (87,4 % en 2018), une proportion identique à celle de 1990 (87,4 %).
La répartition détaillée en 2018 est la suivante : terres arables (56,7 %), prairies (28,4 %), forêts (12,6 %), zones agricoles hétérogènes (2,4 %).
L'évolution de l’occupation des sols de la commune et de ses infrastructures peut être observée sur les différentes représentations cartographiques du territoire : la carte de Cassini (XVIIIe siècle), la carte d'état-major (1820-1866) et les cartes ou photos aériennes de l'IGN pour la période actuelle (1950 à aujourd'hui).

### Habitat et logement
En 2021, le nombre total de logements dans la commune était de 220, alors qu'il était de 215 en 2016 et de 204 en 2011.
Parmi ces logements, 67,3 % étaient des résidences principales, 28,1 % des résidences secondaires et 4,6 % des logements vacants. Ces logements étaient pour 96,8 % d'entre eux des maisons individuelles et pour 0,5 % des appartements.
Le tableau ci-dessous présente la typologie des logements aux Bottereaux en 2021 en comparaison avec celle de l'Eure et de la France entière. Une caractéristique marquante du parc de logements est ainsi une proportion de résidences secondaires et logements occasionnels (28,1 %) supérieure à celle du département (6,2 %) et à celle de la France entière (9,7 %).
| Typologie                                               | Les Bottereaux | Eure | France entière |
| ------------------------------------------------------- | -------------- | ---- | -------------- |
| Résidences principales (en %)                           | 67,3           | 85,8 | 82,2           |
| Résidences secondaires et logements occasionnels (en %) | 28,1           | 6,2  | 9,7            |
| Logements vacants (en %)                                | 4,6            | 8    | 8,1            |

## Toponymie
Le nom de la localité est attesté sous les formes Botterellis en 1155 - 1158, Boterelli vers 1190 (registre Philippe Auguste) et Boterals au XIIIe siècle (cartulaire de la Sainte-Trinité-de-Beaumont), Les Bostereaux en 1380 (la Roque), Botterraux en 1612 (aveu de Guillaume de Péricard, évêque d’Évreux).
Selon Jean Adigard des Gautries, Fernand Lechanteur, Ernest Nègre et Stéphane Gendron, il s'agirait du vieux français boterel « crapaud » au pluriel, c'est-à-dire « les crapauds ». Cette explication est pour le moins curieuse, si l'on compare avec des toponymes existants basés sur des noms d'animaux. En effet, il ne semble pas y avoir de noms d'animaux employés au pluriel avec l'article défini. On ne dénombre pas de lieux du type *les grenouilles, *les canards, *les oies, *les serpents, etc. qui permettraient d'abonder dans ce sens.
C'est pourquoi François de Beaurepaire propose un dérivé en -el du terme dialectal bout(t)ière « extrémité d'une parcelle de terre » que l'on retrouve dans les Bouttières, lieu-dit à Grand-Couronne par exemple. Cependant on attendrait plutôt *les Bout[t]ereaux.
La famille anglo-normande des de Botreaux (autrement écrit Bottreaux, Boterel) tire vraisemblablement son nom de la localité. Ce titre a été créé par Édouard III d'Angleterre sans doute sur la base de l'ancienne famille normande des de Boterell, arrivés à la suite de Guillaume le Conquérant au XIe siècle, dans des circonstances historiques mal éclaircies. Un William de Boterell est mentionné en Cornouaille britannique au XIe siècle à Boscastle, près de Tintagel.
On retrouve ce nom dans le village anglais de Molland-Bottreaux dans le Nord du Devon.

## Histoire
En 1964, Les Bottereaux absorbent les communes des Frétils et de Vaux-sur-Risme.

## Politique et administration

### Rattachements administratifs et électoraux

#### Rattachements administratifs
La commune se trouve dans l'arrondissement d'Évreux du département de l'Eure.
Elle faisait partie depuis 1793 du canton de Rugles . Dans le cadre du redécoupage cantonal de 2014 en France, cette circonscription administrative territoriale a disparu, et le canton n'est plus qu'une circonscription électorale.

#### Rattachements électoraux
Pour les élections départementales, la commune fait partie depuis 2014 du canton de Breteuil (Eure).
Pour l'élection des députés, elle fait partie de la deuxième circonscription de l'Eure.

### Intercommunalité
Les Bottereaux étaient membre de la petite communauté de communes du Canton de Rugles, un établissement public de coopération intercommunale (EPCI) à fiscalité propre créé fin 1995 et auquel la commune avait transféré un certain nombre de ses compétences, dans les conditions déterminées par le code général des collectivités territoriales.
Dans le cadre des dispositions de la loi portant nouvelle organisation territoriale de la République du 7 août 2015, qui prévoit que les établissements publics de coopération intercommunale (EPCI) à fiscalité propre doivent avoir un minimum de 15 000 habitants, cette intercommunalité a fusionné avec ses voisines pour former, le 1er janvier 2017, la communauté de communes Interco Normandie Sud Eure, dont est désormais membre la commune.

### Liste des maires
| Période                                  | Période                        | Identité          | Étiquette | Qualité                 |
| ---------------------------------------- | ------------------------------ | ----------------- | --------- | ----------------------- |
| Les données manquantes sont à compléter. |                                |                   |           |                         |
|                                          |                                |                   |           |                         |
| mars 1965                                | 2014                           | Albert Méreau     |           |                         |
| 2014                                     | 2020                           | Nicole Salmon     |           | Exploitante agricole    |
| mai 2020,                                | En cours (au 17 novembre 2022) | Pauline Moutonnet |           | Secrétaire de direction |

## Équipements et services publics

### Enseignement
Depuis 2023, les enfants de la commune sont scolarisés avec ceux de Bois-Normand-près-Lyre, Juignettes et Saint-Antonin-de-Sommaire dans le cadre du regroupement pédagogique intercommunal administré par le du SIVOS du Val de Juignes.
Celui-ci dispose d'écoles à Bois-Normand-Près-Lyre (maternelle), Les Bottereaux (CP, CE1) et Saint-Antonin de Sommaire (CE2, CM1, CM2),.

## Population et société

### Démographie
L'évolution du nombre d'habitants est connue à travers les recensements de la population effectués dans la commune depuis 1793. Pour les communes de moins de 10 000 habitants, une enquête de recensement portant sur toute la population est réalisée tous les cinq ans, les populations de référence des années intermédiaires étant quant à elles estimées par interpolation ou extrapolation. Pour la commune, le premier recensement exhaustif entrant dans le cadre du nouveau dispositif a été réalisé en 2008.

En 2022, la commune comptait 347 habitants, en évolution de −1,98 % par rapport à 2016 (Eure : −0,25 %, France hors Mayotte : +2,11 %).
| 1793 | 1800 | 1806 | 1821 | 1831 | 1836 | 1841 | 1846 | 1851 |
| ---- | ---- | ---- | ---- | ---- | ---- | ---- | ---- | ---- |
| 300  | 312  | 289  | 206  | 349  | 353  | 331  | 333  | 318  |

| 1856 | 1861 | 1866 | 1872 | 1876 | 1881 | 1886 | 1891 | 1896 |
| ---- | ---- | ---- | ---- | ---- | ---- | ---- | ---- | ---- |
| 278  | 277  | 264  | 253  | 246  | 236  | 210  | 232  | 206  |

| 1901 | 1906 | 1911 | 1921 | 1926 | 1931 | 1936 | 1946 | 1954 |
| ---- | ---- | ---- | ---- | ---- | ---- | ---- | ---- | ---- |
| 189  | 185  | 184  | 165  | 173  | 191  | 180  | 198  | 186  |

| 1962 | 1968 | 1975 | 1982 | 1990 | 1999 | 2006 | 2008 | 2013 |
| ---- | ---- | ---- | ---- | ---- | ---- | ---- | ---- | ---- |
| 183  | 281  | 274  | 248  | 260  | 250  | 302  | 317  | 356  |

| 2018 | 2022 | - | - | - | - | - | - | - |
| ---- | ---- | - | - | - | - | - | - | - |
| 345  | 347  | - | - | - | - | - | - | - |

Le saut démographique constaté entre 1962 et 1968 correspond à la fusion de la commune avec celles de Frétils et de Vaux-sur-Risme, intervenue en 1964.

### Vie associative
- Comité des fêtes[35].

## Culture locale et patrimoine

### Lieux et monuments

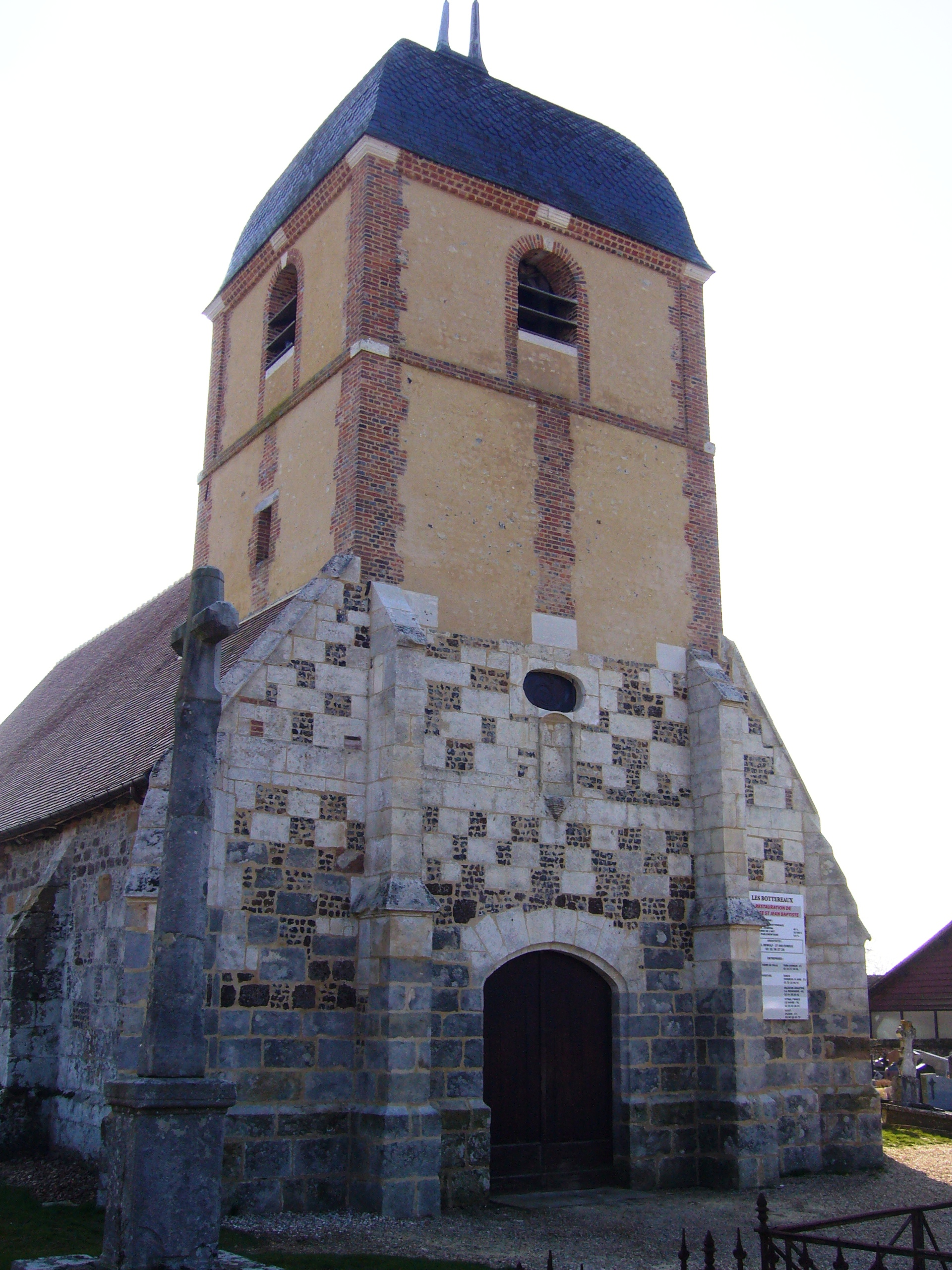
Église paroissiale Saint-Jean-Baptiste.

- Église Saint-Jean-Baptiste.

- Manoir de Rebais.

### Personnalités liées à la commune
- William de Boterell, tenant en Cornouaille britannique au XIe siècle.[réf. nécessaire]

## Pour approfondir